# Rudá řeka
Rudá řeka (čínsky pchin-jinem Hóng Hé, znaky 红河, vietnamsky Sông Hồng) je řeka na jihu ČLR (Jün-nan) a na severu Vietnamu (Hanoj, Hung Yen, Nam Dinh, Thai Binh, Hai Phong). Je dlouhá 1183 km, z čehož je 510 km na území Vietnamu. Povodí má rozlohu přibližně 158 000 km².

## Průběh toku
Pramení na Jünnanské vysočině v provincii Jün-nan jižně od města Ta-li a na horním a středním toku teče převážně v hluboké dolině. Koryto oplývá velkým množstvím peřejí. Na dolním toku protéká přímořskou nížinou. Ústí do zálivu Bakbo Jihočínského moře, přičemž vytváří deltu Bakbo o rozloze přibližně 15 000 km². Hlavní přítoky jsou řeka Lo zleva a Černá řeka zprava.

## Vodní stav
Zdroj vody je dešťový. Řekou protéká nejvíce vody v období letního monzunu. Průměrný průtok vody činí přibližně 3800 m³/s a maximální 35 000 m³/s. Při povodních se úroveň hladiny zvedá o 10 až 12 m. V deltě je hlavní tok i jednotlivá ramena obehnána hrázemi na ochranu před povodněmi. Řeka unáší ročně až 130 Mt pevných částic, které dávají její vodě charakteristický červený odstín.

## Využití
Voda z řeky se ve velké míře využívá na zavlažování a to především pro potřeby pěstování rýže. Vodní doprava je možná na dolním toku. Do města Hanoj, které leží ve vzdálenosti 175 km od moře mohou plout námořní lodě. Na řece leží města Cho-kchou (ČLR), Laokaj, Jenbaj, Hanoj a v deltě Haiphong (Vietnam).

## Historie
V průběhu války ve Vietnamu zde operovalo americké letectvo. Říkali si "river rats", tedy říční krysy. Řeka v průběhu války dostála několika přezpěvů známé lidové písně Red River Valley (v česku známa pod ekvivalentem Červená řeka).
Come and sit by my side at the briefing,

We will sit there and tickle the beads,

Then we'll head for the Red River Valley,

And today I'll be flying Teak lead,

To the valley he said we are flying,

With a Thud of the plane to the earth,

Many jockeys have flown to the valley,

And a number have never returned.